# 弗雷德里克·威廉·伯比奇
弗雷德里克·威廉·伯比奇（Frederick William Burbidge，1847年—1905年）为英国探险家。他为维奇苗圃采集了许多罕见的热带植物。
弗雷德里克·威廉·伯比奇的第一份工作是在英国皇家植物园做园丁。1877年至1878年，他受雇于维奇先生，去往东南亚采集观赏植物。1879年起，他担任都柏林圣三一大学植物园园长。1894年，他被任命为“学院公园守护者”。5年后，都柏林圣三一大学授予他荣誉硕士学位。1897年，英国皇家园艺协会授予他维多利亚荣誉勋章。
弗雷德里克·威廉·伯比奇因将马来王猪笼草（Nepenthes rajah）引入种植而备受赞誉。“Burbidgea（Hook.f.）”和许多物种，包括伯比奇舞花薑（Globba burbidgei）都是以他的名字命名的。而斑豹猪笼草（Nepenthes burbidgeae）则被认为是以他妻子的名字命名的。

## 扩展阅读
- Nationaal Herbarium Nederland: Frederick William Burbidge （页面存档备份，存于）